# Maison de l'éclusier du canal d'Entreroches
La maison de l'éclusier du canal d'Entreroches est un monument situé dans la commune vaudoise d'Orny, en Suisse.

## Description
Lors de la construction du canal d'Entreroches, quatre ports avaient été prévus à Yverdon-les-Bains, au Talan, à Entreroches (sur le territoire de la commune d'Orny) et à Cossonay. Ces ports se présentaient comme de simples élargissements du canal permettant à une barque de s'amarrer et étaient flanqués d'une maison pour le gardien de l'écluse qui comprenait un jardin potager ainsi qu'un four à pain.
Après l'abandon du canal, seule la maison d'Entreroches a été conservée et a été agrandie pour ajouter une étable et une grange. 
Le bâtiment est inscrit comme bien culturel suisse d'importance régionale.